# Goddelsheim
Goddelsheim is een plaats in de Duitse gemeente Lichtenfels (Hessen), deelstaat Hessen, en telt 1450 inwoners (2007).
Goddelsheim bestaat sinds het jaar 888. De naam Goddelsheim wordt voor het eerst genoemd in dit jaar in een oorkonde van koning Arnulf. Opgravingen echter geven aanleiding ervan te moeten uitgaan dat reeds ruimschoots voor de 9e eeuw hier mensen woonden.
Waarschijnlijk is de naam Goddelsheim een verbastering van de naam "Guteslebensheim" wat zoveel betekent als "goede plaats om te leven".
Lichtenfels is een evangelische enclave in een katholiek gebied. In 1548 en 1627 trachtten de aartsbisschop van de regio en de landvorst met geweld de katholieke confessie op te leggen. Na hevig verzet van de inwoners van deze regio zijn de pogingen het katholicisme in de regio in te voeren gestaakt.
Goddelsheim is de grootste deelgemeente van de gemeente Lichtenfels en derhalve zetelt hier ook het gemeentebestuur in het raadhuis van Goddelsheim.
De meeste inwoners van Goddelsheim leven van de landbouw. In het dorp bevinden zich echter ook een supermarkt, bakker, slager, drogist, pizzeria, kapper, snackbar en een kleine camping (in aanbouw). De hoofdstad van landkreis Waldeck-Frankenberg, Korbach, bevindt zich op 10 autominuten rijden van Goddelsheim. Deze stad staat bekend om zijn Fachwerk-architectuur en trekt daardoor veel toerisme.
Het hoogste punt van de gemeente Lichtenfels is 570 meter boven nul. Op deze plaats, in het bos, staat een groot kruis om dit punt te markeren. Ook staan er banken voor wandelaars om te rusten. Aan dit kruis, het Gipfelkreuz hangt een kast waar dorpelingen vaak een fles drank in achterlaten voor de bezoekers, alsmede een gipfelbuch, een schrift waarin bezoekers en passanten een bericht kunnen achterlaten voor de volgende bezoekers.
De regio, Waldeck-Frankenberg is bekend om zijn loofbossen, en het in de regio gelegen "Kellerwald" is het grootste oerberkenbos van Europa. Met een oppervlakte van circa 5700 hectare zonder wegen of bebouwing biedt het huis aan wolven, uilen, wisenten, lynxen en veel ander wild.
(www.kellerwald-edersee.de)
Het dorp heeft o.a. een eigen museum, dat door de dorpsbewoners zelf is gefinancierd en gebouwd. Vlak buiten het dorp ligt de kloosterruïne "Gut Schaaken". Aan de andere kant van het dorp, in een kleine vallei heeft de burcht "Eschenbeck" gestaan. Wanneer de burcht is gebouwd is niet bekend. Wel is bekend dat in het jaar 1270 het eigendom was van de graven van Waldeck, en in 1370 gedeeltelijk werd overgedaan aan de deelstaat Hessen. Na 1537 moet het in ongerede zijn geraakt waarna er van het puin van de burcht een melkveehouderij op deze plaats is gebouwd. De melkveehouderij is tussen 1850 en 1928 gesloopt.
Op dit moment herinneren slechts wat puin, een gedenksteen en een klein kerkhof in het bos achter de locatie van de burcht aan de geschiedenis van "Eschenbeck".(www.goddelsheim.de)